# جون هازن (كرة سلة)
جون هازن (بالإنجليزية: John Hazen)‏ مواليد 02 مارس 1927 في تير هوت - الوفاة 21 أكتوبر 1998، كان لاعب كرة سلة أمريكي. بدأ مسيرته الاحترافية في سنة 1949. تم اختياره من قبل فريق بوسطن سيلتكس خلال الدرافت. بلغ طوله 6 قدم 2 بوصة (1.9 م). اعتزل اللعب في 1949.

## روابط خارجية
- جون هازن على موقع إن بي أي (الإنجليزية)
- جون هازن على موقع سبورتس رفرنس (الإنجليزية)
- جون هازن على موقع ريلجم (الإنجليزية)
- جون هازن على موقع بروبوليرز (الإنجليزية)